# مقاطعة أيكن (كارولاينا الجنوبية)
مقاطعة أيكن (بالإنجليزية: Aiken County, South Carolina)‏ هي إحدى مقاطعات ولاية كارولاينا الجنوبية في الولايات المتحدة. ، بلغ عدد سكانها 162812 نسمة في عام 2010 حسب إحصاء مكتب تعداد الولايات المتحدة وتصل الكثافة السكانية فيها 57.6 نسمة/كم2.

## أعلام
- روني يونغ
- تومي مور

## وصلات خارجية
- www.aikencountysc.gov
- United States Counties